# Histoire des Bahamas

Carte des Bahamas

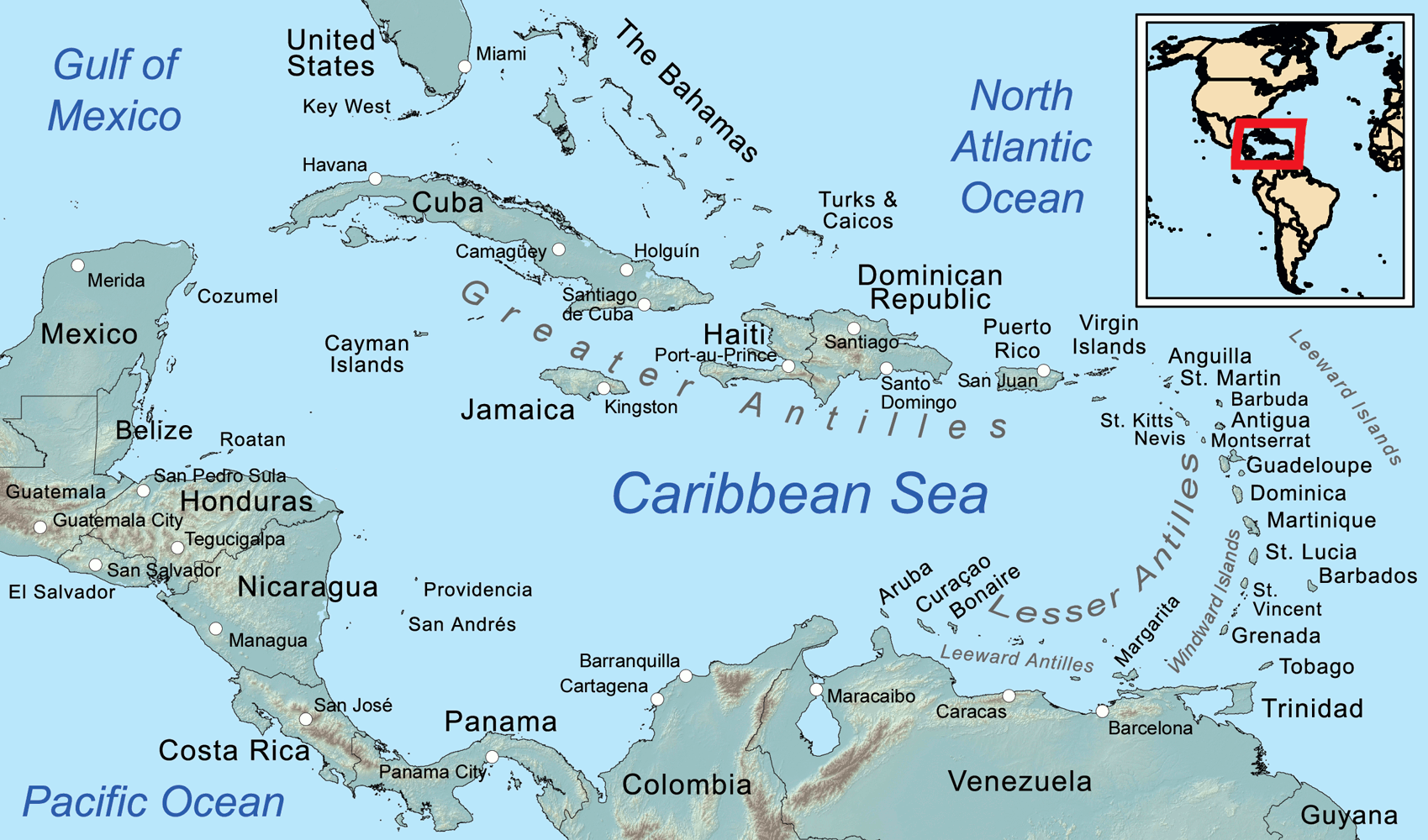
Espace caraïbe

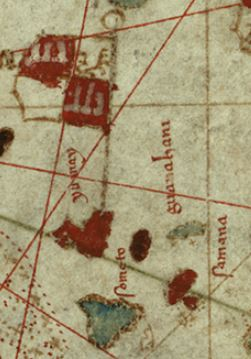
Carte de Juan de la Cosa, Guanahani (1500)

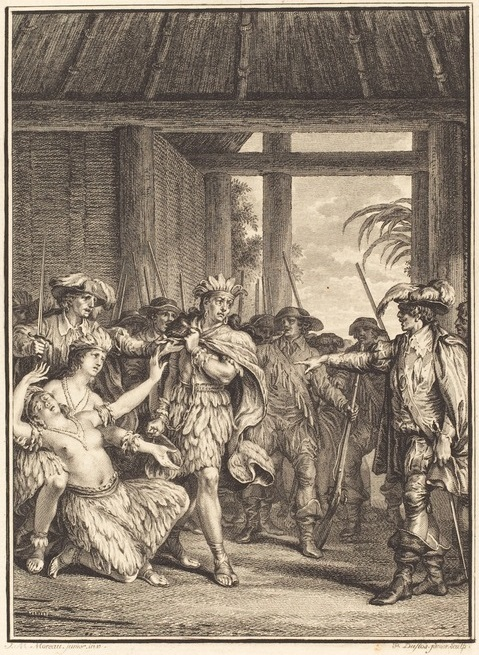
Pierre Duflos le Jeune, Christophe Colomb faisant saisir le cacique de Guanahani (1780c)

L'archipel des Bahamas, composé d'environ 700 îles et îlots des îles Lucayes, situé dans l'océan Atlantique, au sud-est de la Floride, au nord-est de Cuba et au nord-ouest d'Hispaniola, est un pays indépendant, anglophone, royaume du Commonwealth depuis 1973, occupant 3 542 km2, habité par 407 906 habitants au recensement de 2021 (26 491 en 1845, 130 220 en 1963). Les Bahaméen(ne)s (Bahamians) parlent anglais et/ou anglais bahaméen (en) et/ou créole bahaméen (en).
L’histoire des Bahamas commence aux premiers contacts avec les Européens vers 1500.
La protohistoire des îles, aujourd'hui appelées les Bahamas, existe depuis l'arrivée des premiers êtres humains (Amérindiens des Antilles) sur les îles de l'archipel au Ier millénaire, entre les années 500 et 800.
Les Lucayens sont un peuple taïno parlant une langue arawak. 
Des incursions Ciboneys peuvent l'avoir précédé.
L'histoire enregistrée commence le 12 octobre 1492, quand Christophe Colomb débarque sur l'île de Guanahani, aujourd'hui appelée San Salvador (des Bahamas), lors de son premier voyage. 
La première colonie européenne permanente s'installe en 1647 sur l’île d'Eleuthera. 
Le commerce des esclaves au XVIIIe siècle conduit à l'arrivée de nombreux Africains aux Bahamas. 
Leurs descendants représentent aujourd'hui 85 % de la population bahamienne. 
Les Bahamas deviennent indépendant du Royaume-Uni le 10 juillet 1973.

## Avant 1500: préhistoire, protohistoire, peuplements indigènes
Entre 500 et 800, les Taïnos commencent à migrer en pirogues monoxyles à partir d'Hispaniola et/ou de Cuba.

## Époque moderne (1500–1640)
L'île est visitée par Christophe Colomb dès son premier voyage (1492).
Selon les récits des voyageurs, les îles principales sont couvertes de forêts luxuriantes, et habitées par des populations indigènes.
Ces Lucayens sont rapidement déportés pour travailler dans les plantations sur des îles plus aptes à l'agriculture, où elles disparaissent.
L'archipel reste à peu près inoccupé pendant 150 ans, même si des implantations humaines sont tentées, comme en 1565 sur les îles Abacos par des Huguenots français. Une autre tentative est probable en 1625.

## Années 1640-1800: colonisation, piraterie, coton
En 1646, William Sayle (1590c-1675), gouverneur de la communauté anglaise des Bermudes, établie au début du XVIIe siècle par des colons en route pour la Virginie, fonde le premier établissement durable des Bahamas, sur l'île d'Eleuthera (Liberté), avant de créer la colonie de Charleston (province de Caroline proprietary colony d'Amérique du Nord, future province de Caroline du Sud) en 1670. Une vingtaine de familles de cette communauté vivent sur Eleuthera.
En 1666, d'autres colons des Bermudes s'installent à New Providence. L'île compte en 1670 environ 500 personnes.
Assez vite, des tensions se développent sur le pillage d'épaves entre pirates (hispaniques), naufrageurs, et résidents bahaméens (d'origine britannique). 
En 1684, le corsaire cubain Juan de Alarcón rase, razzie, incendie New Providence et Eleuthera, laissant l'archipel sans Britanniques.
Dès 1686, avec à leur tête le pasteur Thomas Bridges, des Bahaméens britanniques, réfugiés à la Jamaïque, réinvestissent New Providence, assez vite suivis d'autres colons.
En 1690, des corsaires britanniques, dont Henry Avery Bridgeman, établissent une base à Nassau, corrompent le gouverneur, se transforment en pirates dès 1697, attaquant les navires français et espagnols. Ainsi se développe la République des Corsaires (1706-1718), pouvant regrouper jusqu'à un millier de pirates, dont Henry Jennings (?-1745), Edward Teach (1680-1718, Barbe Noire), Benjamin Hornigold (1680c-1719) et Stede Bonnet (1688-1718), Charles Vane (1680-1721) : âge d'or de la piraterie (1715-1725).
Woodes Rogers (1679-1732), corsaire anglais, est employé par le gouvernement britannique pour lutter contre la piraterie, d'abord à Madagascar, ensuite aux Bahamas. Il parvient difficilement à éradiquer la piraterie dans les Caraïbes. Parmi les éléments de résolution : l'accord des propriétaires terriens (en Amérique du Noird), la promesse royale (en 1717) d'amnistie aux pirates repentis, la nomination de Woode Rogers comme gouverneur royal, la pendaison de quelques récalcitrants, la bataille de Nassau (1720).
À partir des années 1730, la situation s'améliore. On construit Fort Montagu (1841), on construit plus de 2 300 somptueuses maisons, on assèche les marécages. Les implantations reprennent.
Après la Révolution américaine (1765-1783), les Britanniques accordent des concessions de terres aux loyalistes américains qui se sont exilés des États-Unis nouvellement créés. La population bahaméenne triple. On cultive le coton avec les esclaves transplantés d'Amérique, et on en importe d'Afrique.

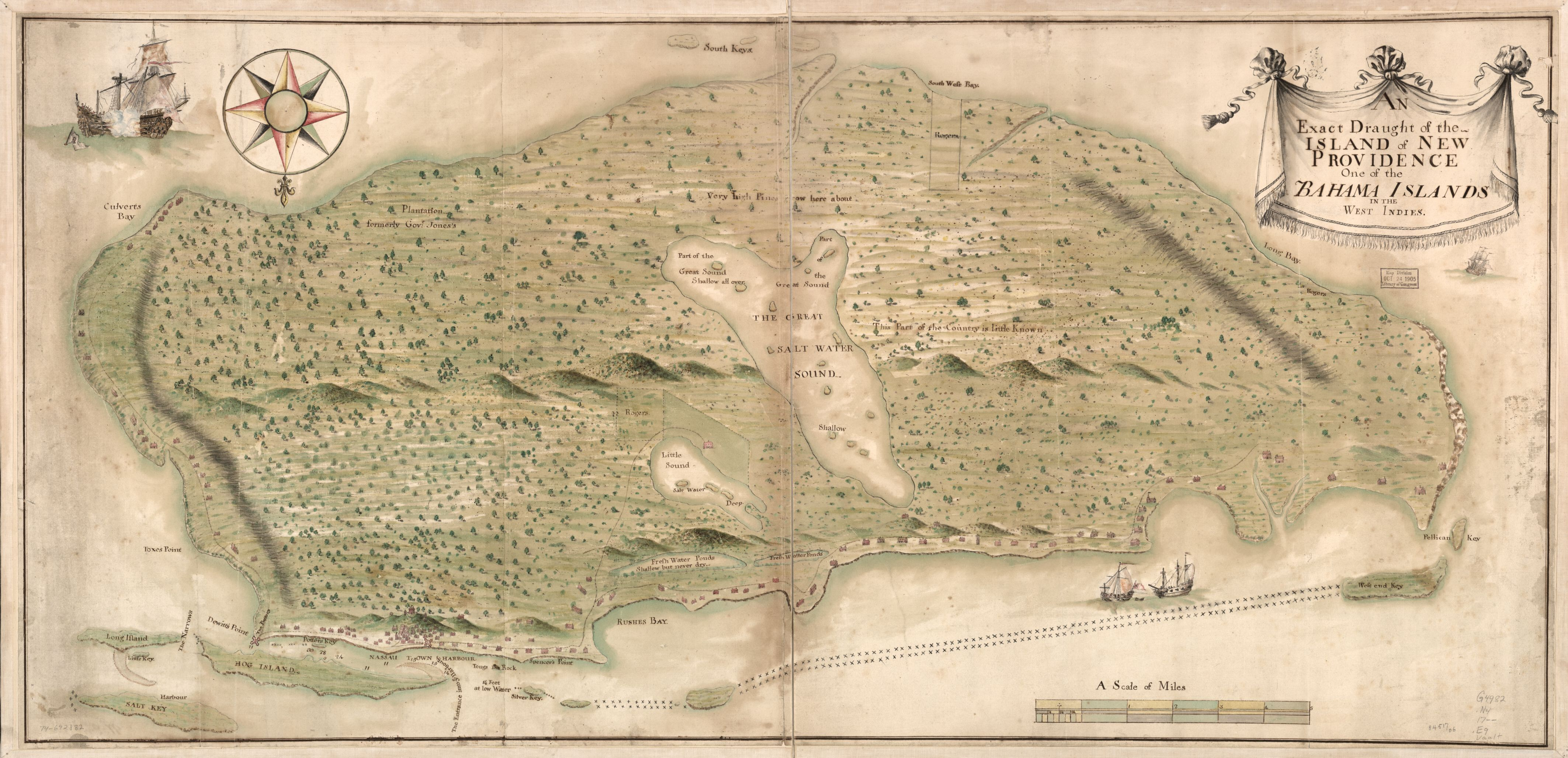
Plan de New Providence (1751)
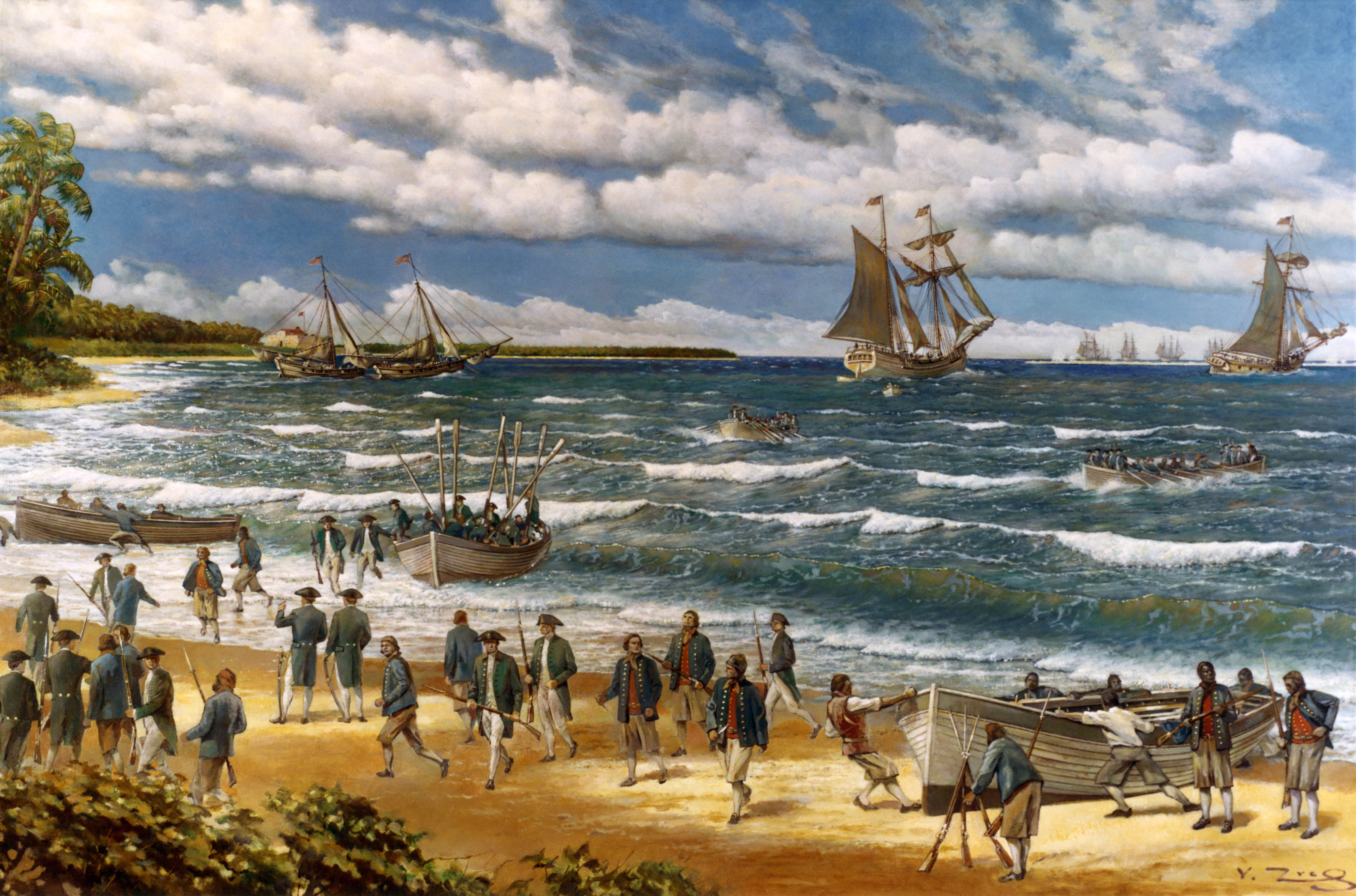
Raid sur Nassau de 1776 (1943)
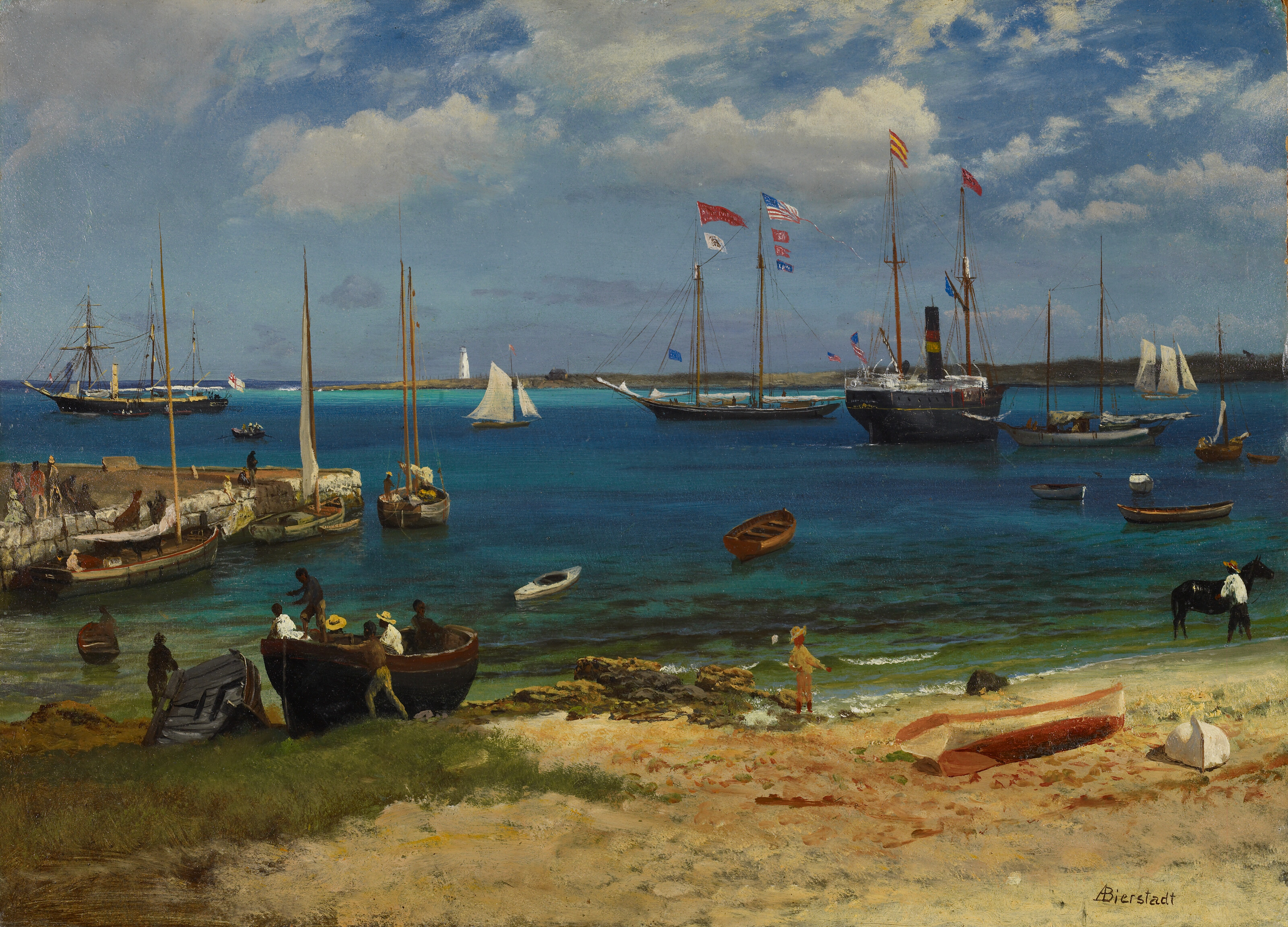
Albert Bierstadt, Port de Nassau (vers 1880)
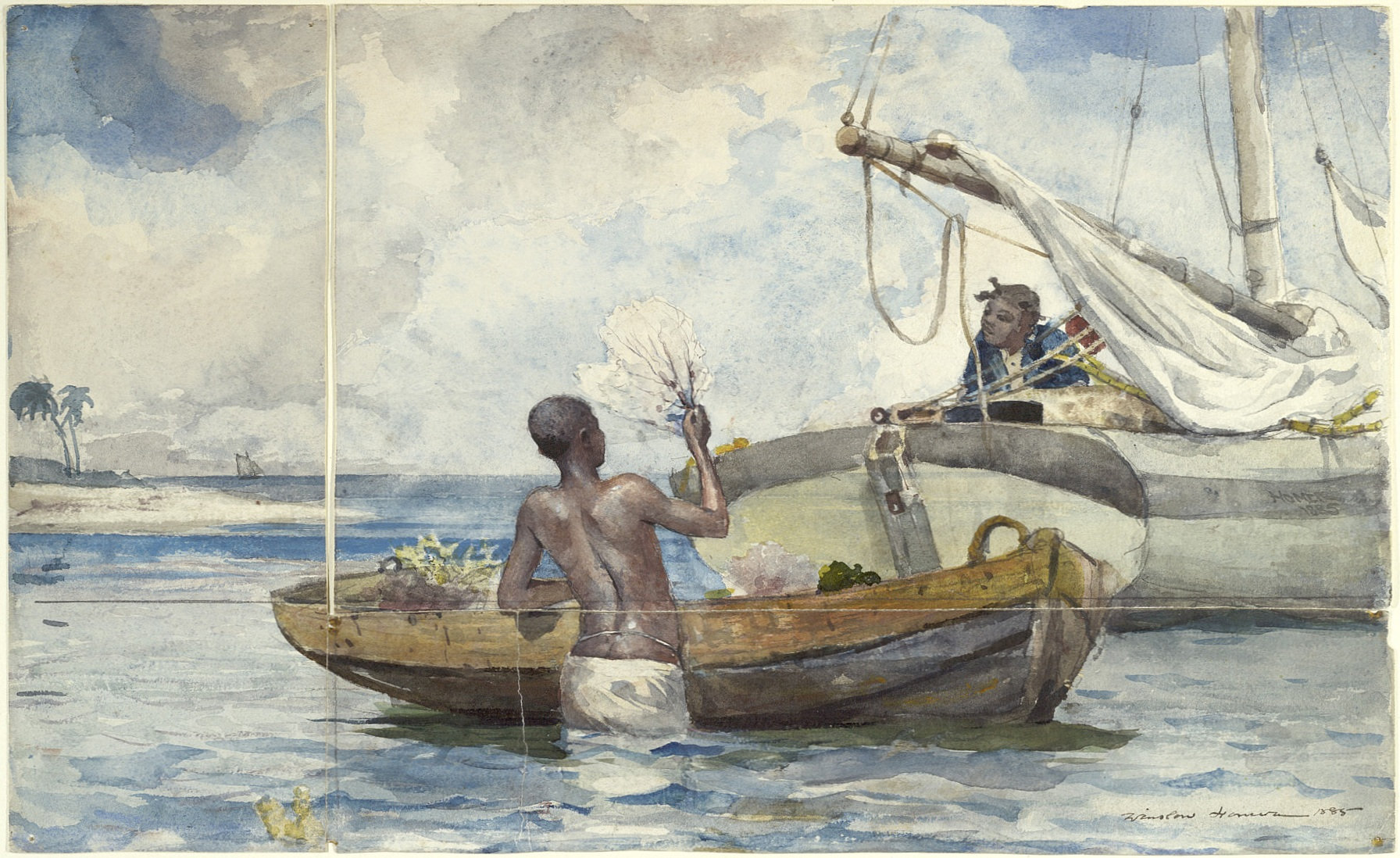
Winslow Homer, Bord de mer (aquarelle, 1885)

## LeXIXesiècle: la domination anglaise
Dans les années 1820, l'archipel voit s'installer des centaines d'esclaves africains et de Séminoles échappés de Floride, comme personnes libres. Avec l'abolition de l'esclavage dans les possessions britanniques en 1833, beaucoup des esclaves affranchis s'installent pour cultiver des parcelles de terre, quand c'est possible.
Dans les années 1840-1860, se met en place une société caribéenne stratifiée inégalitaire : Blancs, Métis, Noirs (très majoritaires).
Pendant la guerre civile américaine (1861-1865, guerre de Sécession), les Bahamas servent de base arrière aux forces du Sud (États confédérés d'Amérique), par exemple, en assurant le commerce du coton américain vers la Grande-Bretagne.
Le peintre américain Winslow Homer, avait été au contact des soldats afro-américains durant la Guerre civile, puis de nouveau en 1875, quand il visite la Virginie, au moment de la Reconstruction. C'est un des rares artistes, au tournant des années 1880, qui représente la vie quotidienne des Noirs avec sérieux et sans moquerie. Installé dans le Maine à la fin de sa vie, il trouve les hivers de plus en plus durs, et décide, à la fin des années 1880, de les passer aux Bahamas. Neuf aquarelles de ces voyages en mer sont reproduites par The Century Magazine (1885-1886).

Winslow Homer aux Bahamas
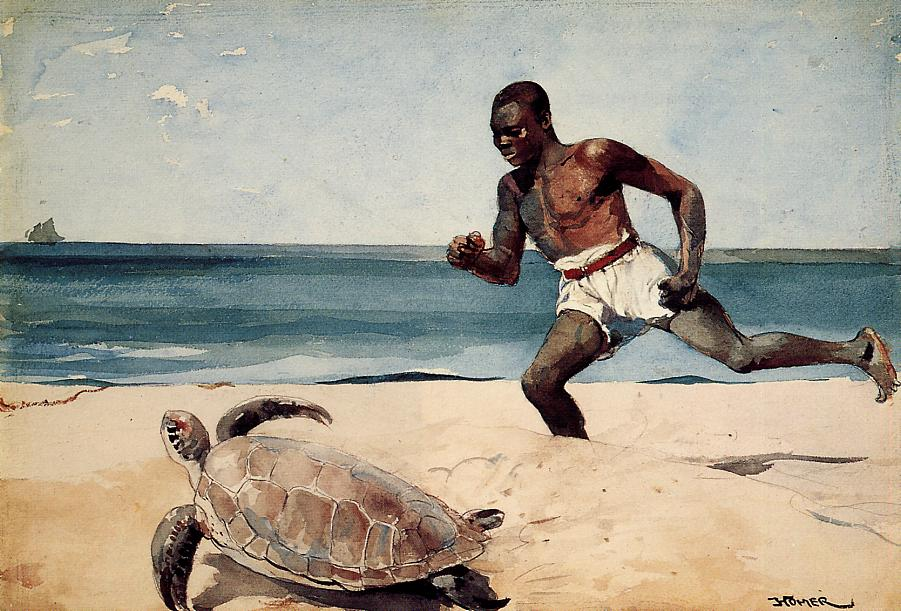
Rum Cay, 1893 Worcester Art Museum
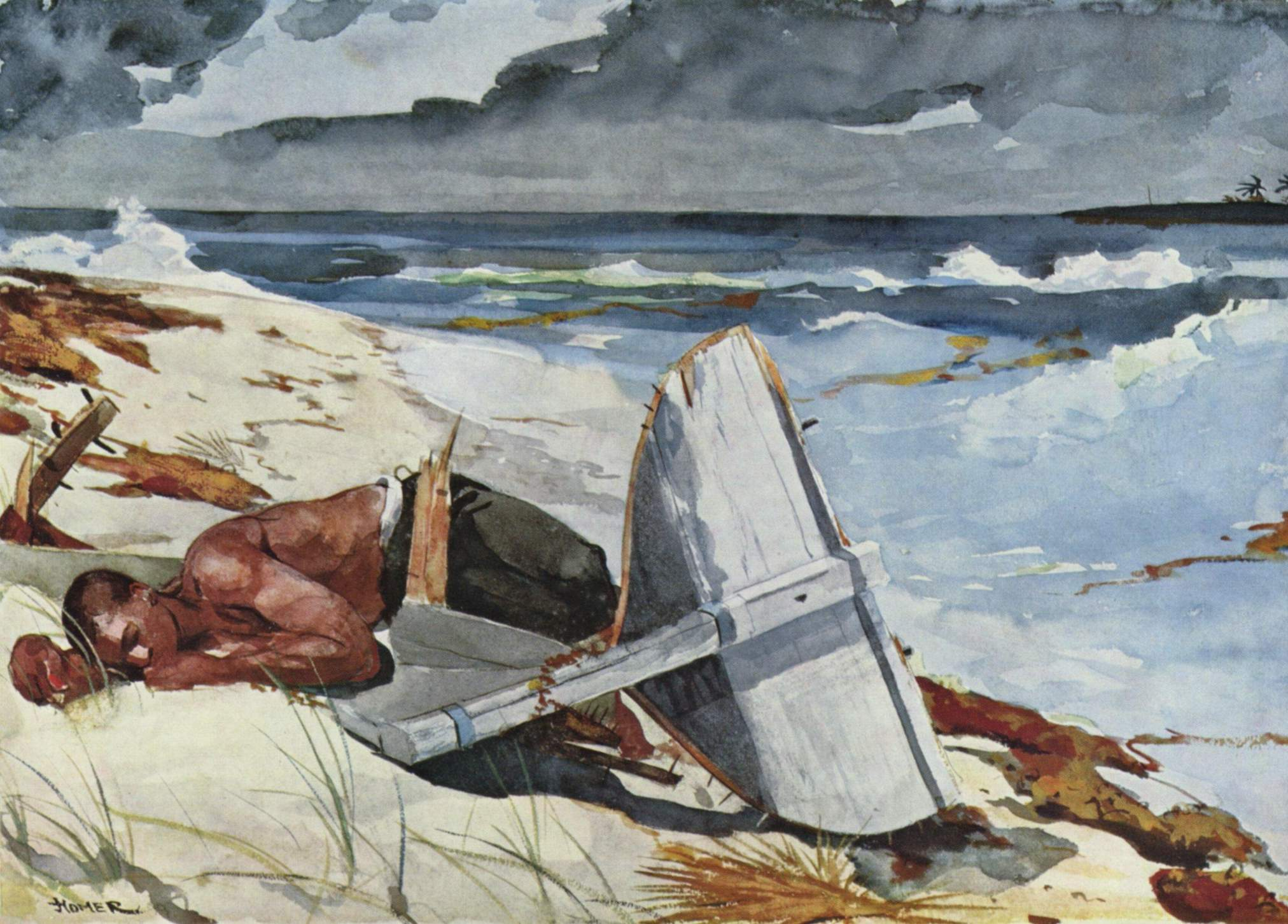
After the Hurricane, Bahamas (Après l'ouragan), 1893 Art Institute of Chicago
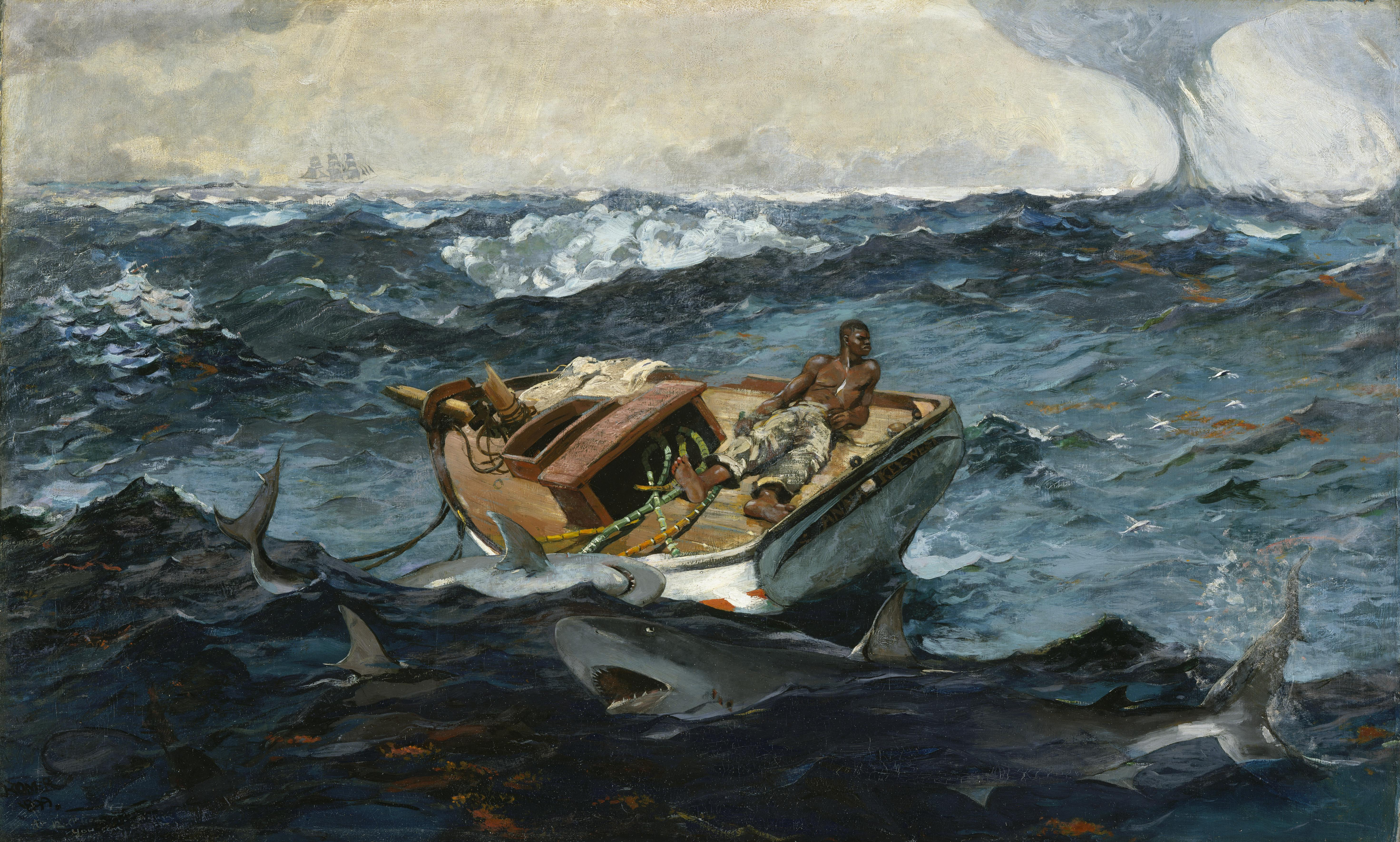
The Gulf Stream, 1899 et 1906 Metropolitan Museum of Art, New York

## LeXXesiècle
Dans les années 1910, une tentative est lancée de réunir les Bahamas au Canada, mais la différence de couleur (Noirs/Blancs) semble avoir été le principal argument pour l'interrompre.
L'archipel participe aux efforts de soutien des forces alliées lors de la première guerre mondiale.
Le duc de Windsor (1894-1972) est gouverneur général des Bahamas de 1940 à sa démission en 1945.
L'aérodrome de guerre, créé en 1940 et mettant fin  au monopole des hydravions, devient en 1957 l'aéroport international de Nassau : il contribue à stimuler la croissance du tourisme de masse, qui s'accéléère à la fermeture de La Havane aux touristes américains en 1961.
La création de Freeport, sur l'île de Grand Bahama, comme zone de libre-échange, dans les années 1950, s'accompagne du secret bancaire, de l'absence d'impôt sur les sociétés et sur le revenu, et conduit à une croissance rapide du secteur financier offshore au cours des années d'après-guerre.
Les premiers partis politiques sont créés vers 1950.
Le pays obtient l'autonomie gouvernementale en 1964.
La pleine indépendance est obtenue en 1973 par les Bahamas, en tant que royaume du Commonwealth au sein du Commonwealth des Nations.
L'économie, dopée par le tourisme et la finance offshore, permet un développement important, certes inégalitaire.
Parmi les défis importants : l'éducation, les soins de santé, le logement, le trafic international de stupéfiants et l'immigration clandestine en provenance d'Haïti.

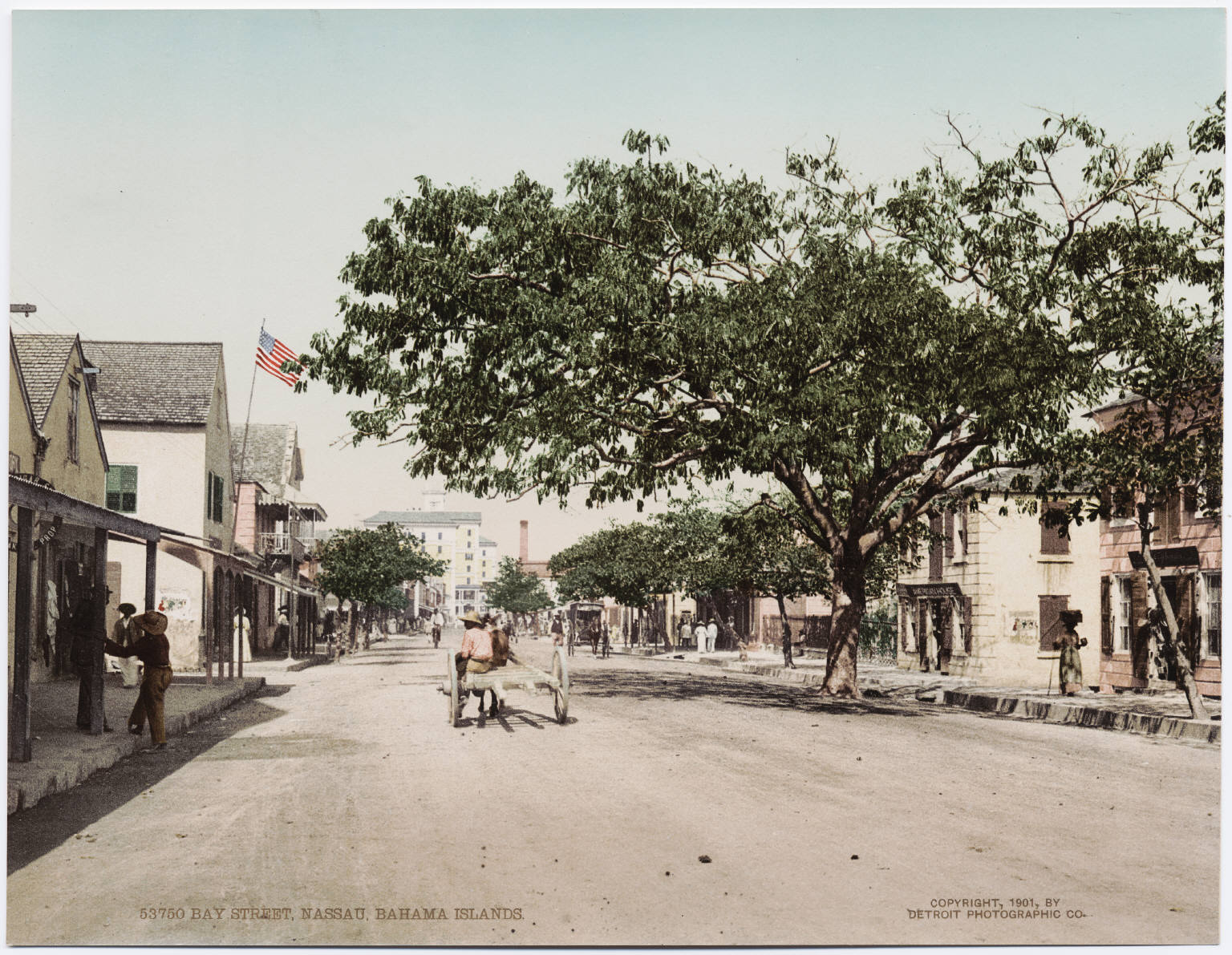
Carte postale, scène de rue (1900c)
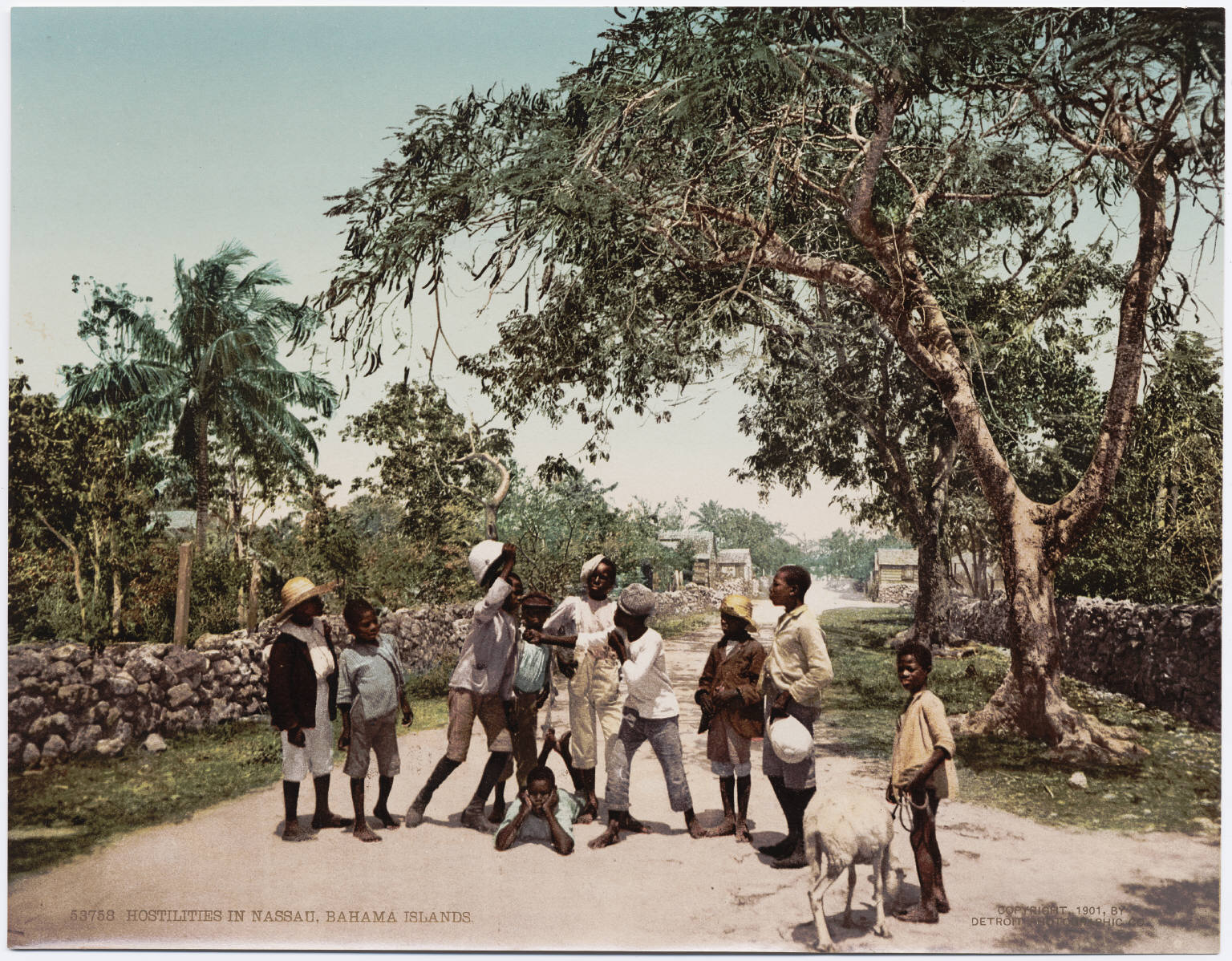
Carte postale, scène de rue (1900c)
Éponges, quais de Nassau (1904)

## LeXXIesiècle
Parmi les cyclones tropicaux aux Bahamas récents : l'ouragan Wilma (2005), l'ouragan Noel (2007), l'ouragan Sandy (2012), l'ouragan Joaquin (2015), l'ouragan Matthew (2016), l'ouragan Irma (2017), l'ouragan Dorian (2019), l'ouragan Isaias (2020), la tempête tropicale Alex (2022), l'ouragan Nicole (2022).

### Galerie de dirigeants récents
Gouverneurs généraux :

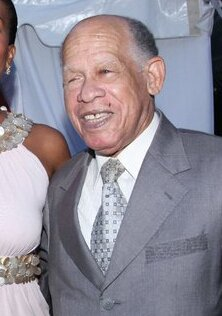
Arthur Dion Hanna 2006-2010
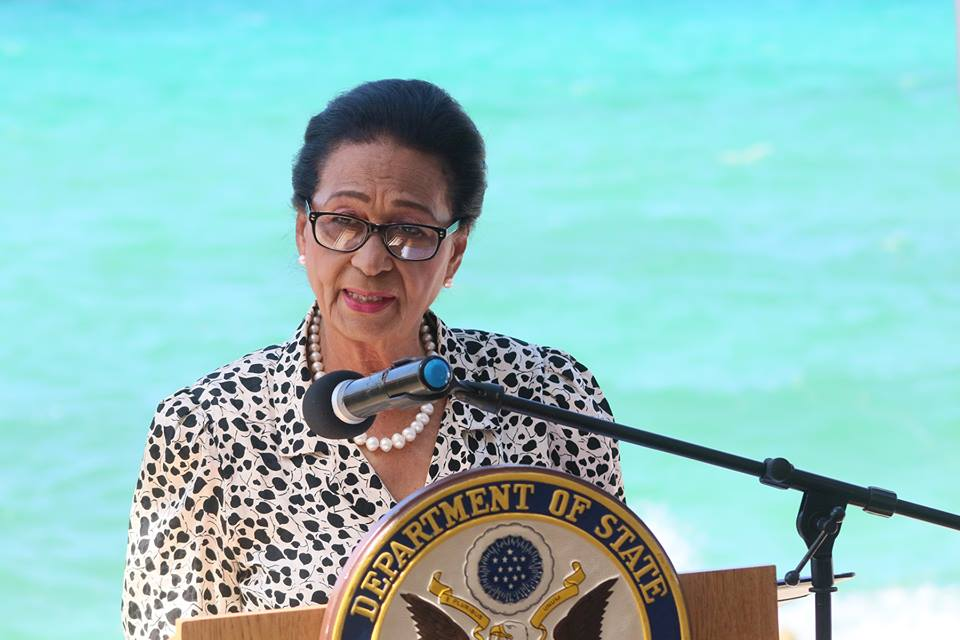
Marguerite Pindling 2014-2019
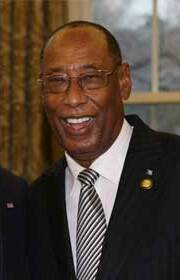
Cornelius A. Smith 2019-2023

Premiers ministres :

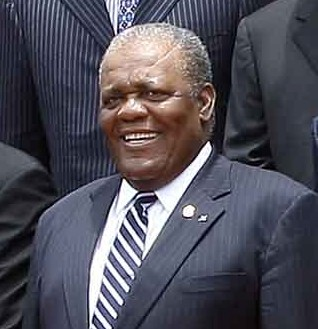
Hubert Ingraham 1992-2002, 2007-2012
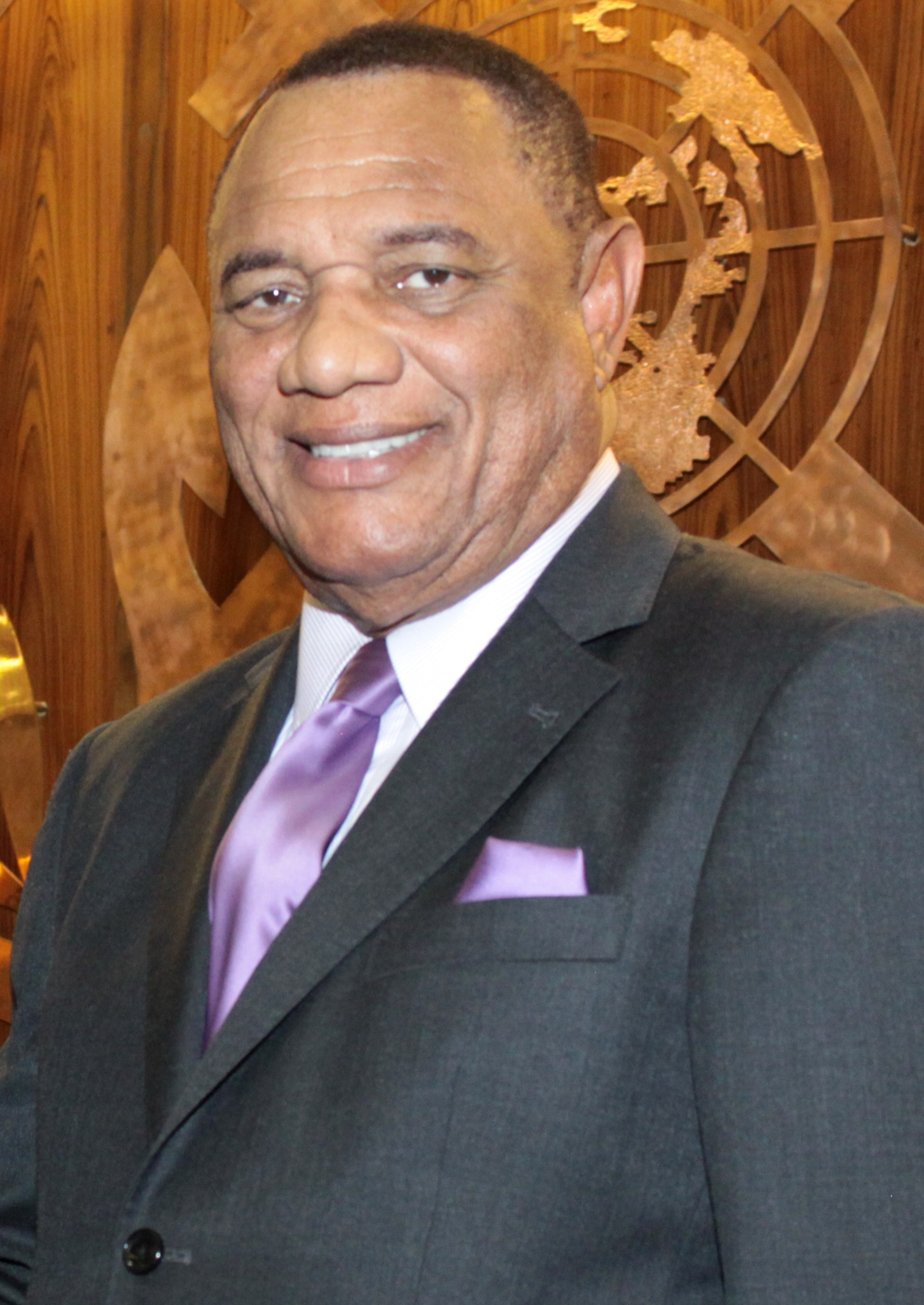
Perry Christie 2002-2007, 2012-2017
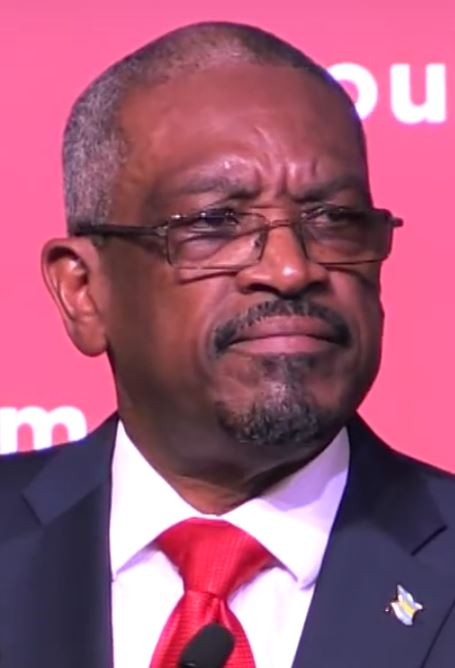
Hubert Minnis 2017-2021
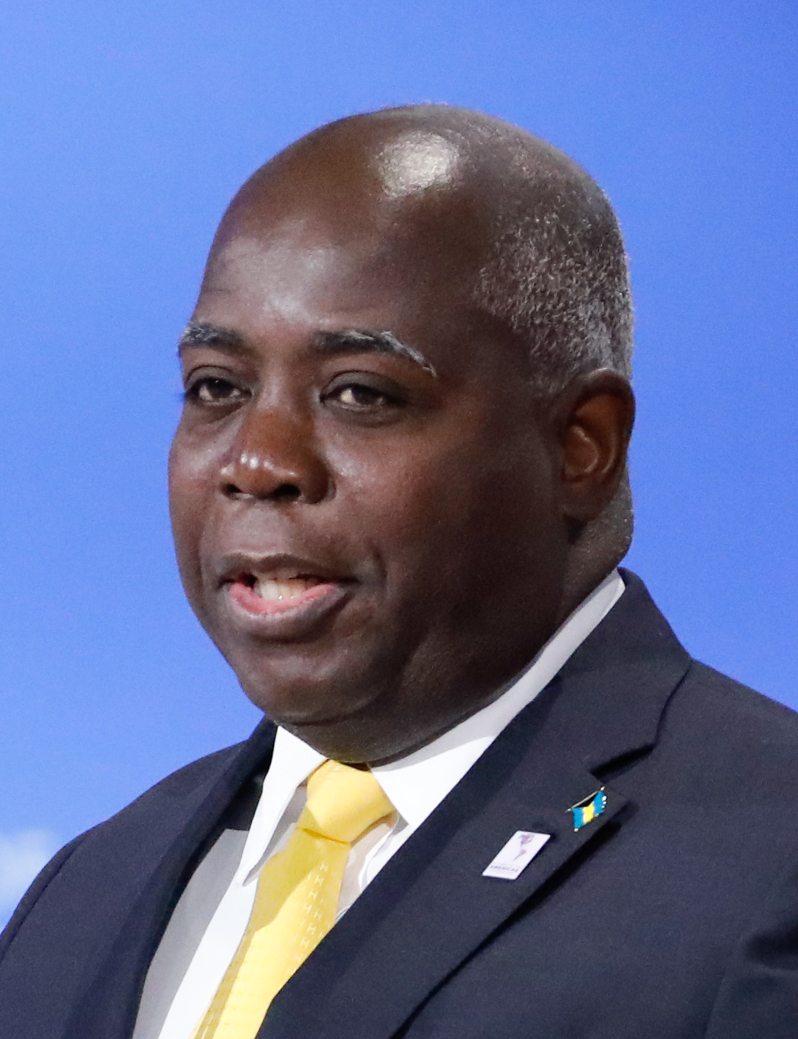
Philip Davis 2021-présent

## Sources
- (en) Cet article est partiellement ou en totalité issu de l’article de Wikipédia en anglais intitulé « History of the Bahamas » (voir la liste des auteurs).

## Compléments

### Lectures approfondies
- Jedidiah Morse, « Bahama Islands », dans The American Gazetteer, Boston (Massachusetts), S. Hall, and Thomas & Andrews, 1797 (lire en ligne)

#### 1500
- Voyages de Christophe Colomb (en) (1492-1504)
- 1565 : implantation probable d'Huguenots français sur les Îles Abacos
- 1648 : Aventuriers éleuthériens (en) (1640c-1650c), William Sayle (1590c-1671), Eleuthera
- Liste des gouverneurs des Bahamas (en) (1648-1973)
- Piraterie dans les Caraïbes (1520-1720), Âge d'or de la piraterie (1650-1730)
- Raid sur Charles Town (en) (Nassau, 1684)

#### 1700
- Raid sur Nassau (1703), expédition franco-espagnole d'initiative privée, commandée par Blas Moreno Mondragón et Claude Le Chesnaye, contexte de guerre de Succession d'Espagne
- République des Corsaires (1706-1718), à Nassau, Woodes Rogers (1679c-1732)
- Bataille de Nassau (1720), opposant Espagnols et Britanniques (contexte de guerre de la Quadruple-Alliance)
- Espagne dans la guerre d'indépendance des États-Unis (1775-1783)
  - Bataille de Nassau (1776), attaque américaine
  - Conquête espagnole des Bahamas (es) (1779-1783)
  - Prise des Bahamas (1782) (en) par les Américains
  - Prise des Bahamas (1783) (en) par les Espagnols
- Guerre navale franco-britannique (1778-1783), Traité de Paris (1783), Traité de Versailles (1783) : cession espagnole des droits sur les Bahamas aux Britanniques contre les droits sur la Floride orientale

#### 1800
- Esclavage aux Bahamas (en) (?-1833)
- Slavery Abolition Act 1833, abolition de l'esclavage au Royaume-Uni
- Élections générales de 1833 aux Bahamas (en)
- Affaire de la Creole (1841), révolte d'esclaves sur le bateau La Créole
- Les Bahamas et la guerre civile américaine (en) (1861-1865)

#### 1900
- Nation libre d'Abaco (es) (1973-1977), micro-nation éphémère
- Résolution 336 du Conseil de sécurité des Nations unies (1973)
- Université des Bahamas (en) (1974)
- Liste d'universités aux Bahamas (en)

#### 2000
- Politique aux Bahamas, Parlement des Bahamas, élections aux Bahamas (en)
  - Gouverneur général des Bahamas (1973-présent), Premier ministre des Bahamas
  - Relations extérieures des Bahamas (en)
- Culture des Bahamas (en)
  - Littérature des Bahamas (en)
- Démographie des Bahamas
  - Lucayens (au maximum 40 000), population disparue
  - Afro-Bahaméens (en) (350 000 environ aux Bahamas, 55 000 environ aux USA)
  - Haïtiens-Bahaméens (en) (80 000, soit 25 %)
  - Bahaméens Blancs (en) (46 920 en 2010, < 10%), conch (en), République de Conch (Floride)
  - Gréco-Bahaméens (en) (< 1%)
  - Liste de Bahaméens (en)
  - Bahaméens Américains (en) (57 000 américains d'ascendance bahaméenne
- Économie des Bahamas (en) (tourisme, services financiers),dollar bahaméen (BSD), taxation aux Bahamas (en), philatélie des Bahamas (en)
- Pandémie de Covid-19 aux Bahamas
- Index des articles relatifs aux Bahamas (en)